# Bolitoglossa nympha
Espèce
Bolitoglossa nympha est une espèce d'urodèles de la famille des Plethodontidae.

## Répartition
Cette espèce est endémique du département d'Izabal au Guatemala. Elle se rencontre de 275 à 1 165 m d'altitude dans la Sierra de Caral. Sa présence est incertaine au Honduras.

## Description
La femelle holotype mesure 66,8 mm de longueur totale dont 38,4 mm de longueur standard et 28,4 mm pour la queue. Les 22 spécimens observés lors de la description originale mesurent en moyenne 70,28 mm dont 31,11 mm pour la queue.  Ses membres sont courts, ses mains et ses pieds sont palmés. La face dorsale de l'espèce va du beige au brun rougeâtre. La face ventrale peut être soit de couleur crème avec des mélanophores plus foncés dispersés le long de sa surface, soit presque complètement sombre, mais pas aussi foncée que les flancs

## Étymologie
Cette espèce est nommée en référence aux nymphes.

## Menaces
La principale menace pour cette espèce au Guatemala est la perte d'habitat due à la déforestation due aux entreprises d'exploitation forestière et forestière, à l'exploitation minière et à l'expansion agricole . Au Honduras , les plantations de palmiers à huile et de cacao ainsi que les herbicides et pesticides associés constituent une menace majeure pour cette espèce. Cependant, ils sont également affectés par l'exploitation forestière, le développement urbain , le pâturage du bétail et les incendies provoqués par l'homme. Le changement climatique , en particulier l'augmentation des précipitations et les sécheresses, est considéré comme une menace dans diverses autres parties de l'aire de répartition de cette espèce. Enfin, une menace potentielle qui pourrait affecter les espèces de ce genre au Honduras est l'infection par les champignons Chytrid.

## Publication originale
- Campbell, Smith, Streicher, Acevedo & Brodie, 2010 : New salamanders (Caudata: Plethodontidae) from Guatemala, with miscellaneous notes on known species. Miscellaneous Publications, Museum of Zoology University of Michigan, no 200, p. 1-66.